# Corpul VI Armată austro-ungar (1916-1918)
Corpul VI Armată austro-ungar  a fost una din marile unități operative ale Armatei Austro-Ungare, participantă la acțiunile militare de pe frontul român, în timpul Primului Război Mondial. În această perioadă, a fost comandat de generalul locotenent Ludwig von Fabini.  :p. 184